# 仲夏夜的味道
《仲夏夜的味道》（日语： Manatsu no yoruno nioiga suru */?）是日本創作歌手爱缪的第8张单曲，於2019年7月24日发售。